# Tiridates III de Pàrtia
Tiridates III de Pàrtia   (segle I aC - segle I) fou rei de Pàrtia del 36 al 37.
Les lluites d'Artaban III de Pàrtia per Armènia podien menar a la guerra amb Roma, i els nobles parts van decidir enderrocar al rei i van demanar a l'emperador romà Tiberi el nomenament d'un noi rei de la nissaga dels arsàcides. Tiberi va nomenar el net de Fraates IV, Tiridates III, i va enviar Lucius Vitelius (el pare del futur emperador Viteli) a posar-lo al tron. Viteli va fer les operacions el mateix any 36 i ràpidament, amb el suport de la noblesa, i molt poca lluita, va col·locar al tron de Ctesifont Tiridates III, però Artaban III va fugir a Hircània i, a la part oriental de l'imperi va aixecar als nòmades escites en favor seu i va retornar al cap de pocs mesos. Tiridates III (que havia elegit malament als seus consellers i ministres i practicava costums romans) va perdre el suport i Artaban va recuperar el poder (37).
| Rebel·lat contra el rei: Artaban III | Imperi Part | Enderrocat per: Artaban III |